# Vuelo 9608 de Gazpromavia
El 12 de julio de 2024, un Sukhoi Superjet 100 operado por la aerolínea rusa Gazpromavia como vuelo 9608 de Gazpromavia se estrelló durante el despegue del Aeropuerto de Tretyakovo con destino al aeropuerto internacional de Vnukovo. Los tres miembros de la tripulación a bordo murieron. 

## Aeronave
La aeronave implicada en el accidente era un Sukhoi Superjet 100-95LR, MSN 95078, con registro RA-89049. fabricado en 2014, el vuelo estuvo compuesto por tres miembros de tripulación, el capitán Evgeniy Bulavko, el primer oficial Vladislav Kharlamov y el ingeniero de vuelo Maxim Lukmanov.

## Accidente
El avión realizaba un vuelo de prueba y de transbordo desde el aeropuerto tretyakovo, Lukhovitsy, después de un mantenimiento. Cuatro minutos después del despegue, el avión realizó su último contacto con el controlador aéreo, alcanzando una altitud máxima de unos 900 metros (2953 pies) . 
El avión se estrelló 7 minutos después del despegue, a 80 kilómetros (50 mi) al sureste del Aeropuerto Internacional de Moscú-Vnúkovo, cerca del poblado de Kolomna, en zona boscosa, matando a los tres miembros de la tripulación,incluidos dos pilotos y un ingeniero de vuelo, ellos empleados de Sukhoi .  Según el periódico Ruso, Novaya Gazeta, el avión envió una señal de ayuda y voló en círculo para quemar combustible, intentando realizar un aterrizaje de emergencia antes de estrellarse.
Según fuentes citadas por Izvestia, afirman que la posible  causa del accidente sería por un mal funcionamiento de los sensores de ángulo de ataque puestos durante el mantenimiento. Esta fue la quinta pérdida de casco y el tercer accidente mas fatal del Sukhoi Superjet 100 desde su introducción en 2011.

## Investigación
La investigación fue realizada por el Comité Interestatal de Aviación. El 12 de julio por la tarde se encontraron las 2 cajas negras. El 30 de agosto de 2024, el Comité Interestatal de Aviación publicó el informe preliminar sobre el accidente. El Ministerio de Transporte de Rusia indicó que la aeronave no dio permiso para despegar.
Según el informe preliminar, la aeronave volaba a 5000 pies (1524 m) con un ángulo de cabeceo de nariz de entre 5 y 6 grados, el Air Data Computer 1 indicó un ángulo de ataque entre 10 y 11,5 grados, mientras que el segundo ordenador indicó un ángulo de ataque de entre 11 y 13,5 grados; el avión estaba volando a una velocidad de crucero de 230 nudos. La tripulación recibió autorización para ascender a 15 000 pies (4572 m) (FL 150), pero el avión inicialmente parecía subir, pero luego comenzó a descender. Para corregirlo, el primer oficial intentó levantar el morro del avión hasta casi 14 grados, provocando que el piloto automático se desconectara. Entonces el capitán tomó el control del avión y aceleró a 270 nudos, deteniendo el descenso. A 4500 pies (1372 m), cuando el avión comenzó a ascender nuevamente, la tripulación bajó el acelerador automático, provocando que la velocidad aerodinámica del avión subiera a más de 308 nudos, activando la alerta de velocidad excesiva. La tripulación informó al ATC sobre la velocidad aerodinámica poco fiable. Debido a la excesiva velocidad aerodinámica, el avión inició una maniobra de morro hacia arriba y activó los frenos aerodinámicos para reducir la velocidad de la estructura del avión. El ascenso se detuvo a unos 4800 pies (1463 m), pero entonces el elevador bajó automáticamente la nariz para evitar un ángulo de ataque (AOA) excesivo, por lo que el avión comenzó a descender nuevamente. A 3000 pies (914 m), la tripulación intentó detener el descenso, pero los elevadores no respondieron y la aeronave se estrelló en una zona boscosa con una velocidad de 365 nudos.
Una fuente familiarizada con el accidente le informó al diario, Izvestia, que uno de los ingenieros de la planta de aviación de Lujovitsy instaló solo dos de los cuatro sensores de ángulo de ataque con una desviación de aproximadamente cinco grados. Esto habría provocado una activación errónea del sistema del aviso de pérdida de sustentación.